# Al-Musta'sim (Abbasside du Caire)
Pour les articles homonymes, voir Al-Musta'sim.
Cet article possède un paronyme, voir Al-Mu'tasim.
Zakarîyâ' Al-Musta`sim, 
Al-Musta`sim ou Al-Mu`tasim est un calife abbasside au Caire en 1377 brièvement et de 1386 à 1389.

## Biographie
En 1383, l'émir d'origine circassienne Barquq prend le pouvoir. À peine est-il sur le trône que le calife Al-Mutawakkil Ier est au centre d'un complot visant à le renverser. Al-Mutawakkil Ier est arrêté et mis en jugement. Barquq requiert la peine de mort. Finalement cette sentence est jugée illégale. Barquq contraint Al-Mutawakkil Ier à la démission et met à sa place `Umar al-Wâthiq II fils d'Ibrâhîm al-Wâthiq Ier.
En 1386, `Umar al-Wâthiq décède son frère Zakarîyâ' Al-Musta`sim lui succède.
En 1389, le sultan Barquq est mis à l'écart par les émirs. En février 1390, quand il revient au pouvoir, il restaure Al-Mutawakkil Ier qui a eu la prudence de rester à l'écart de ces intrigues.